# 2014-es labdarúgó-világbajnokság (döntő)
A 2014-es labdarúgó-világbajnokság döntője 2014. július 13-án, helyi idő szerint 16 órakor, magyar idő szerint 21 órakor kezdődött Rio de Janeiróban a Maracanã Stadionban. A mérkőzést Németország hosszabbítás után 1–0-ra nyerte Argentína ellen, Mario Götze góljával, aki a vb-döntők történetében az első cserejátékos lett, aki győztes gólt szerzett. Németország negyedik vb-címét szerezte a vb-k történetében, az elsőt Németország újraegyesítése után. Első alkalommal fordult elő, hogy európai csapat az amerikai kontinensen nyert világbajnokságot, és az is első alkalommal fordult elő, hogy egymás után három világbajnokságot azonos földrészről származó csapat nyerjen. Németország emellett részvételi jogot szerzett a 2017-es konföderációs kupára.

## Résztvevők

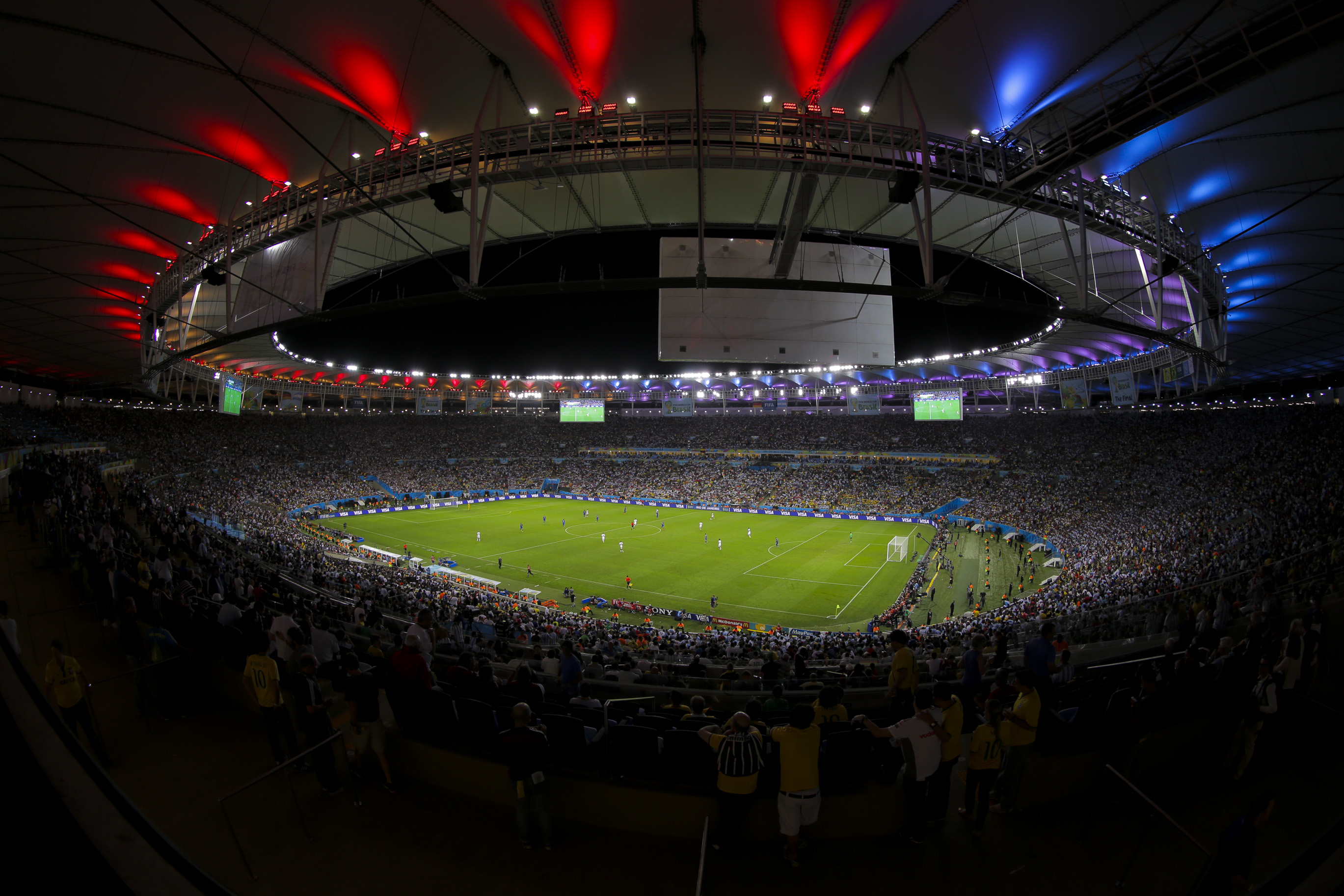
A döntő a Maracanã Stadionban

Németország korábban háromszor nyert világbajnokságot, még NSZK-ként (1954, 1974, 1990). A döntőt négyszer vesztették el (1966, 1982, 1986, 2002). Németország az első csapat, amely nyolcadik alkalommal játszhat vb-döntőt. Argentína korábban kétszer nyert világbajnokságot (1978, 1986) és kétszer vesztették el (1930, 1990).
A két csapat korábban 1986-ban és 1990-ben is egymással játszotta a világbajnokság döntőjét, Németország akkor még NSZK-ként szerepelt. 1986-ban 3–2-re Argentína, 1990-ben az NSZK 1–0-ra győzött. Először ez a párosítás fordul elő harmadik alkalommal a világbajnoki döntők történetében.
Ezen kívül további négy alkalommal találkoztak a világbajnokságon. 1958-ban az NSZK nyert 3–1-re, 1966-ban 0–0-s döntetlennel zárult a találkozó, mindkét mérkőzésre a csoportkörben került sor. Az előző két világbajnokságon az egyenes kieséses szakaszban találkoztak, mindkétszer a negyeddöntőben. 2006-ban a németországi vb-n Németország 1–1-es állás után büntetőpárbajban 4–2-re győzött. 2010-ben is a németek győztek, ezúttal 4–0-ra.

## Játékvezetők

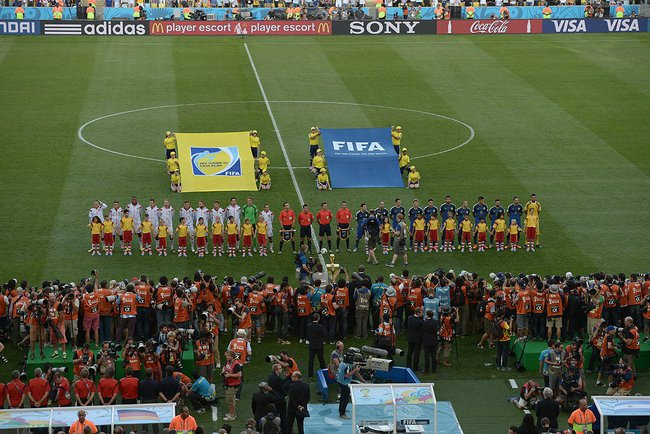
A csapatok és a játékvezetők a mérkőzés előtt

A döntőt az olasz Nicola Rizzoli vezette. A tornán vele együtt közreműködő Renato Faverani és Andrea Stefani voltak az asszisztensei. Rizzoliék a döntőt megelőzően 3 mérkőzést vezettek a világbajnokságon: a Spanyolország–Hollandia, valamint a Nigéria–Argentína csoportmérkőzéseket és az Argentína–Belgium negyeddöntőt.
Rizzoli vezette a 2013-as UEFA-bajnokok ligája döntőjét (Borussia Dortmund–Bayern München), valamint korábban a 2010-es Európa-liga-döntőt is (Atlético Madrid–Fulham).
Ez volt a harmadik olyan alkalom, amikor olasz vezette a vb-döntőt. Korábban 1978-ban az Argentína–Hollandia mérkőzést Sergio Gonella, a 2002-es, Brazília–Németország finálét Pierluigi Collina vezette.
A döntő negyedik játékvezetője a ecuadori Carlos Vera, az ötödik játékvezető a szintén ecuadori Christian Lescano voltak. A két ecuadori a világbajnokságon a döntőt megelőzően 2 mérkőzésen volt játékvezető.

## Labda
A 2014-es labdarúgó-világbajnokság döntőjének labdáját 2014. május 29-én mutatták be, amelyet az Adidas cég gyártott és a Brazuca Final Rio nevet kapta. A labda színe főleg zöld és arany a FIFA világbajnoki trófea miatt. Ez a labda a harmadik, kifejezetten a döntőre készített játékszer.

## Záróünnepség

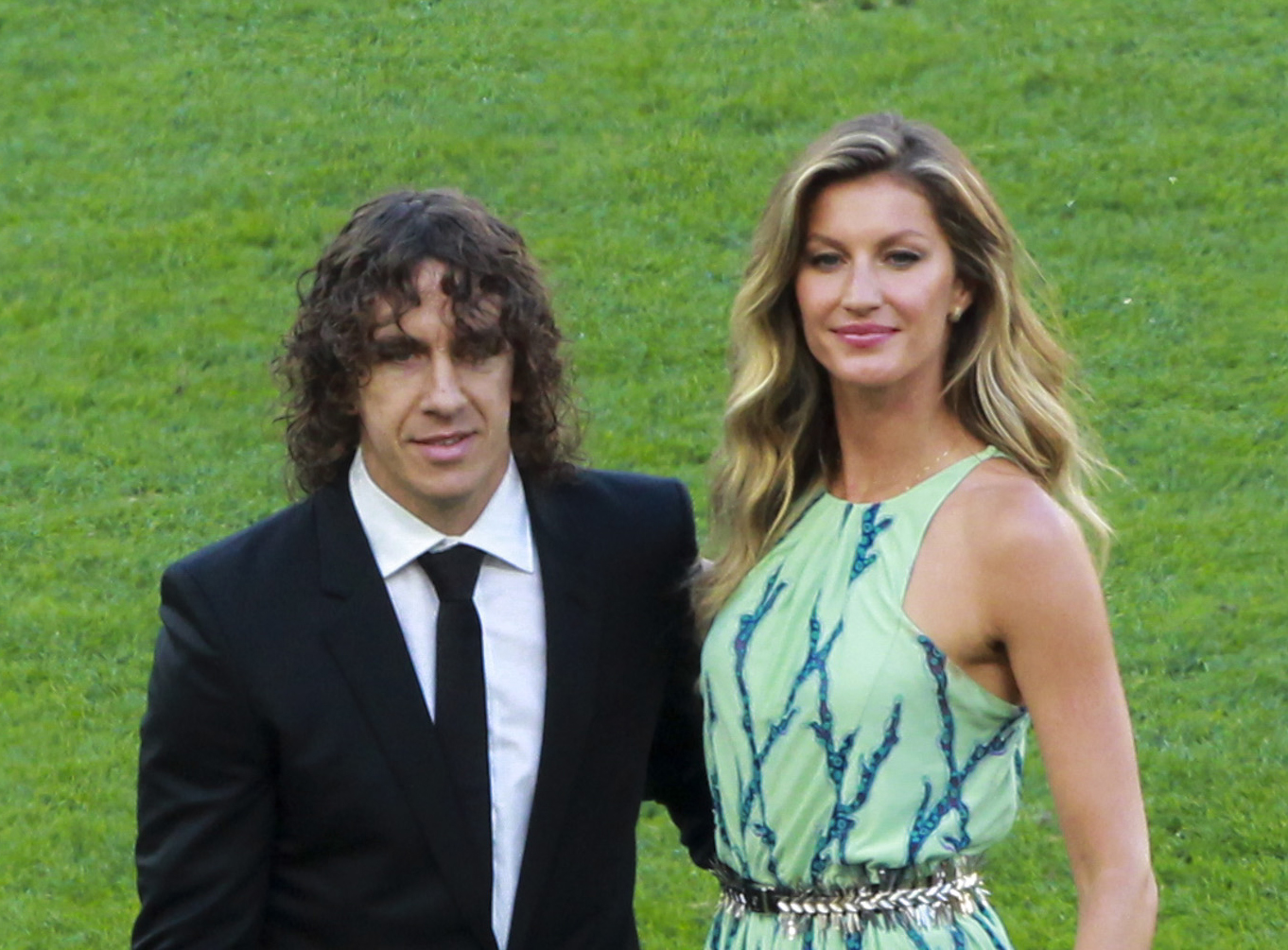
Carles Puyol és Gisele Bündchen a világbajnoki trófeával

A mérkőzés előtti záróünnepségen fellépett Shakira és Carlinhos Brown, akik együtt énekelték a „La la la (Brazil 2014)” című számot. A világbajnokság hivatalos dalát Carlos Santana, Wyclef Jean és Alexandre Pires (Dar Um Jeito) adták elő. Gisele Bündchen brazil modell és Carles Puyol spanyol labdarúgó leplezte le a FIFA világbajnoki trófeát.

## Út a döntőig

### Németország
Németország az európai C csoportban szerepelt a selejtezőkben, Svédország, Ausztria, Írország, Kazahsztán és Feröer mellett. A német csapat 2013. október 11-én, az utolsó előtti fordulóban megnyerte a csoportját és kijutott a világbajnokságra. 9 alkalommal győztek és egy Svédország elleni döntetlenjük volt, 36 gólt szereztek és 10-et kaptak.
Németország a világbajnokság előtt a 2. volt a FIFA-világranglistán, előttük a világ- és Európa-bajnoki címvédő Spanyolország volt.
A világbajnokságon a G csoportba kerültek, Portugália, Ghána és az Egyesült Államok mellé. Az első mérkőzésükön Portugáliát verték 4–0-ra, majd Ghána ellen 2–2-t játszottak egy fordulatos mérkőzésen. A németek vezettek 1–0-ra, Ghána fordított, végül Németország egyenlített 2–2-re. Az utolsó mérkőzésen az Egyesült Államokat 1–0-ra győzték le, így csoportelsőként jutottak a nyolcaddöntőbe.
A nyolcaddöntőben Algéria ellen a rendes játékidőben 0–0 volt az állás, végül a németek a hosszabbításban 2–1-re nyerni tudtak. A negyeddöntőben Franciaország volt az ellenfél, a 13. percben szerzett góllal nyertek 1–0-ra. Az elődöntőben a házigazda brazil válogatott elleni mérkőzést fölényesen 7–1-re nyerték meg, az első félóra után már 5–0-ra vezettek.
A csapat az elődöntőig bezárólag 17 gólt szerzett a világbajnokságon és 4-et kapott. Thomas Müller volt a legeredményesebb gólszerző, 5 találattal.

### Argentína
Argentína a dél-amerikai selejtezőcsoportban szerepelt. 2013. szeptember 11-én, 14 mérkőzés után kijutottak a világbajnokságra. A csoportot végül az első helyen zárták, 9 győzelem, 5 döntetlen, 2 vereség mérleggel, 35 szerzett és 15 kapott góllal.
Argentína a világbajnokság előtt az 5. volt a FIFA-világranglistán.
A világbajnokságon az F csoportba kerültek, Bosznia-Hercegovina, Irán és Nigéria voltak az ellenfelei. Az első mérkőzésen Bosznia-Hercegovina ellen 2–1-re nyertek. A második mérkőzésen Irán ellen egy szoros mérkőzésen, az utolsó percben szerzett góllal tudtak nyerni 1–0-ra. Két forduló után már biztos volt a dél-amerikai csapat továbbjutása. Az utolsó mérkőzésen 3–2-re győztek Nigéria ellen, így a csoportot 9 ponttal, csoportgyőztesként zárták. A nyolcaddöntőben Svájc ellen a hosszabbítás végén szerzett góllal tudtak 1–0-ra győzni. A negyeddöntőben Belgium volt az ellenfél, egy korai gól döntött, a végeredmény szintén 1–0 lett. Az elődöntőben Hollandia ellen egy gól nélküli mérkőzés után büntetőpárbajban győztek 4–2-re.
Argentína 5 mérkőzést nyert meg a vb-n, a büntetőpárbajban nyert mérkőzés döntetlennek számít. A világbajnokságon az elődöntőig bezárólag 8 gólt szereztek és 3-at kaptak. A legeredményesebb játékos Lionel Messi volt 4 góllal.

### Eredmények
Az eredmények az adott csapat szempontjából szerepelnek.
| Csapat           | M | Gy | D | V | G+ | G– | Gk | P |
| ---------------- | - | -- | - | - | -- | -- | -- | - |
| Németország      | 3 | 2  | 1 | 0 | 7  | 2  | +5 | 7 |
| Egyesült Államok | 3 | 1  | 1 | 1 | 4  | 4  | 0  | 4 |
| Portugália       | 3 | 1  | 1 | 1 | 4  | 7  | –3 | 4 |
| Ghána            | 3 | 0  | 1 | 2 | 4  | 6  | –2 | 1 |

| Csapat              | M | Gy | D | V | G+ | G– | Gk | P |
| ------------------- | - | -- | - | - | -- | -- | -- | - |
| Argentína           | 3 | 3  | 0 | 0 | 6  | 3  | +3 | 9 |
| Nigéria             | 3 | 1  | 1 | 1 | 3  | 3  | 0  | 4 |
| Bosznia-Hercegovina | 3 | 1  | 0 | 2 | 4  | 4  | 0  | 3 |
| Irán                | 3 | 0  | 1 | 2 | 1  | 4  | –3 | 1 |

## A mérkőzés

### Összefoglalás

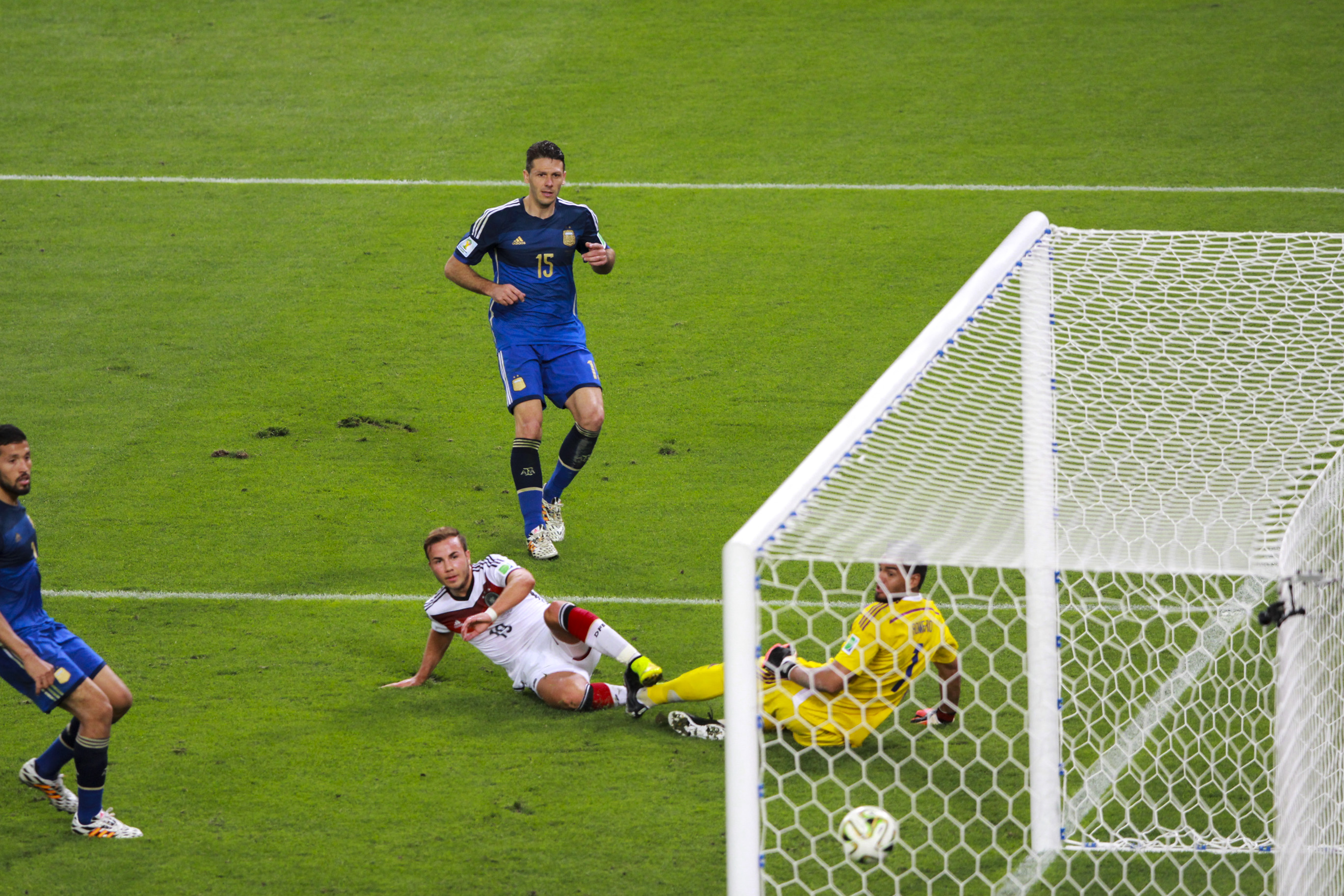
Mario Götze szerezte a győztes gólt

A mérkőzés elején a németek birtokolták többet a labdát, azonban az argentinok néhány támadást tudtak indítani, jellemzően a jobb szélen. A 21. percben Kroos a német térfél közepén hátrafelé fejelte a labdát, azonban az az éppen lesről visszatartó Higuaínhoz került, aki azonban 17 méterről a kapu mellé lőtt. A 30. percben Lavezzi jobb oldali beadását Higuaín lőtte a kapuba, azonban les miatt nem adták meg a gólt. Az első félidő végén egy jobb oldali német szöglet után Höwedes fejelte a jobb kapufára labdát, a kipattanó Müllerről a kapushoz került, de Müller ekkor már lesen volt.
A második félidő argentin helyzettel kezdődött. A 47. percben Biglia passzolt jó ütemben Messihez, aki azonban a kapu mellé lőtte a labdát. A második félidőben gyengébb helyzetek voltak, a kapusok mindig könnyedén hárítani tudtak, vagy a játékosok el sem találták a kaput. A rendes játékidő végére az argentinok mindhárom cserelhetőségüket kihasználták, a németek addig kettőt cseréltek.
A hosszabbítás 1. percében Schürrle 12 météres lövését fogta Romero. A 97. percben egy bal oldalról érkező beadás Hummels feje fölött elszállt, így a labda a csereként beállt Palacióhoz került, aki azonban 11 méterről a kifutó Neuer mellett elemelte a labdát és az a jobb kapufa mellett hagyta el a játékteret. A 113. percben megszerezte a vezetést a német csapat. Schürrle ment el a bal oldalon, két argentin védő között be tudta adni, az érkező, csereként beállt Götze mellel vette le a labdát, majd kapásból a kifutó Romero mellett a kapu bal oldalába lőtt. A 118. percben Messi fejese fölé szállt, a 123. percben pedig ismét Messi, ezúttal szabadrúgással próbálkozott, de azt magasan fölé lőtte.
A mérkőzést hosszabbítás után 1–0-ra Németország nyerte, és története negyedik világbajnoki címét szerezte.

### Részletek
Használt rövidítések (magyar rövidítés – angol rövidítés – poszt):
| - KA – GK – kapus - V – DF – hátvéd - S – SW – söprögető - JV – RB – jobb oldali védő - KV – CB – középső védő - BV – LB – bal oldali védő - JSZV – RWB – jobb szélső védő - BSZV – LWB – bal szélső védő | - KP – MF – középpályás - VKP – DM – védekező középpályás - BKP – LM – bal oldali középpályás - KKP – CM – középső középpályás - JKP – RM – jobb oldali középpályás | - JSZ – RW – jobb szélső - BSZ – LW – bal szélső - TKP – AM – támadó középpályás | - CS – ST, FW – csatár - JCS – RF – jobb oldali csatár - KCS – CF – középső csatár - BCS – LF – bal oldali csatár |

| 2014. július 13. 16:00 (21:00) |

| Németország | 1–0 (h. u.)                 | Argentína |
| ----------- | --------------------------- | --------- |
| Götze 113'  | (0–0, 0–0, 0–0) Jegyzőkönyv |           |

| Maracanã Stadion, Rio de Janeiro Nézőszám: 74 738 Játékvezető: Nicola Rizzoli (olasz) |

| Németország | Argentína |

| KA                   | 1  | Manuel Neuer           |     |      |
| JV                   | 16 | Philipp Lahm           |     |      |
| KV                   | 20 | Jérôme Boateng         |     |      |
| KV                   | 5  | Mats Hummels           |     |      |
| BV                   | 4  | Benedikt Höwedes       | 34' |      |
| KKP                  | 23 | Christoph Kramer       |     | 31'  |
| KKP                  | 7  | Bastian Schweinsteiger | 29' |      |
| JSZ                  | 13 | Thomas Müller          |     |      |
| TKP                  | 18 | Toni Kroos             |     |      |
| BSZ                  | 8  | Mesut Özil             |     | 120' |
| KCS                  | 11 | Miroslav Klose         |     | 88'  |
| Cserék:              |    |                        |     |      |
| KP                   | 9  | André Schürrle         |     | 31'  |
| KP                   | 19 | Mario Götze            |     | 88'  |
| V                    | 17 | Per Mertesacker        |     | 120' |
| Szövetségi kapitány: |    |                        |     |      |
| Joachim Löw          |    |                        |     |      |

| KA                   | 1  | Sergio Romero     |     |     |
| JV                   | 4  | Pablo Zabaleta    |     |     |
| KV                   | 15 | Martín Demichelis |     |     |
| KV                   | 2  | Ezequiel Garay    |     |     |
| BV                   | 16 | Marcos Rojo       |     |     |
| KKP                  | 6  | Lucas Biglia      |     |     |
| KKP                  | 14 | Javier Mascherano | 64' |     |
| JSZ                  | 8  | Enzo Pérez        |     | 86' |
| BSZ                  | 22 | Ezequiel Lavezzi  |     | 46' |
| TKP                  | 10 | Lionel Messi      |     |     |
| KCS                  | 9  | Gonzalo Higuaín   |     | 78' |
| Cserék:              |    |                   |     |     |
| CS                   | 20 | Sergio Agüero     | 46' | 65' |
| CS                   | 18 | Rodrigo Palacio   |     | 78' |
| KP                   | 5  | Fernando Gago     |     | 86' |
| Szövetségi kapitány: |    |                   |     |     |
| Alejandro Sabella    |    |                   |     |     |

| A mérkőzés játékosa: Mario Götze (Németország) Asszisztensek: Renato Faverani (olasz) Andrea Stefani (olasz) Negyedik számú játékvezető: Carlos Vera (ecuadori) Ötödik számú játékvezető: Christian Lescano (ecuadori) |

### Statisztika

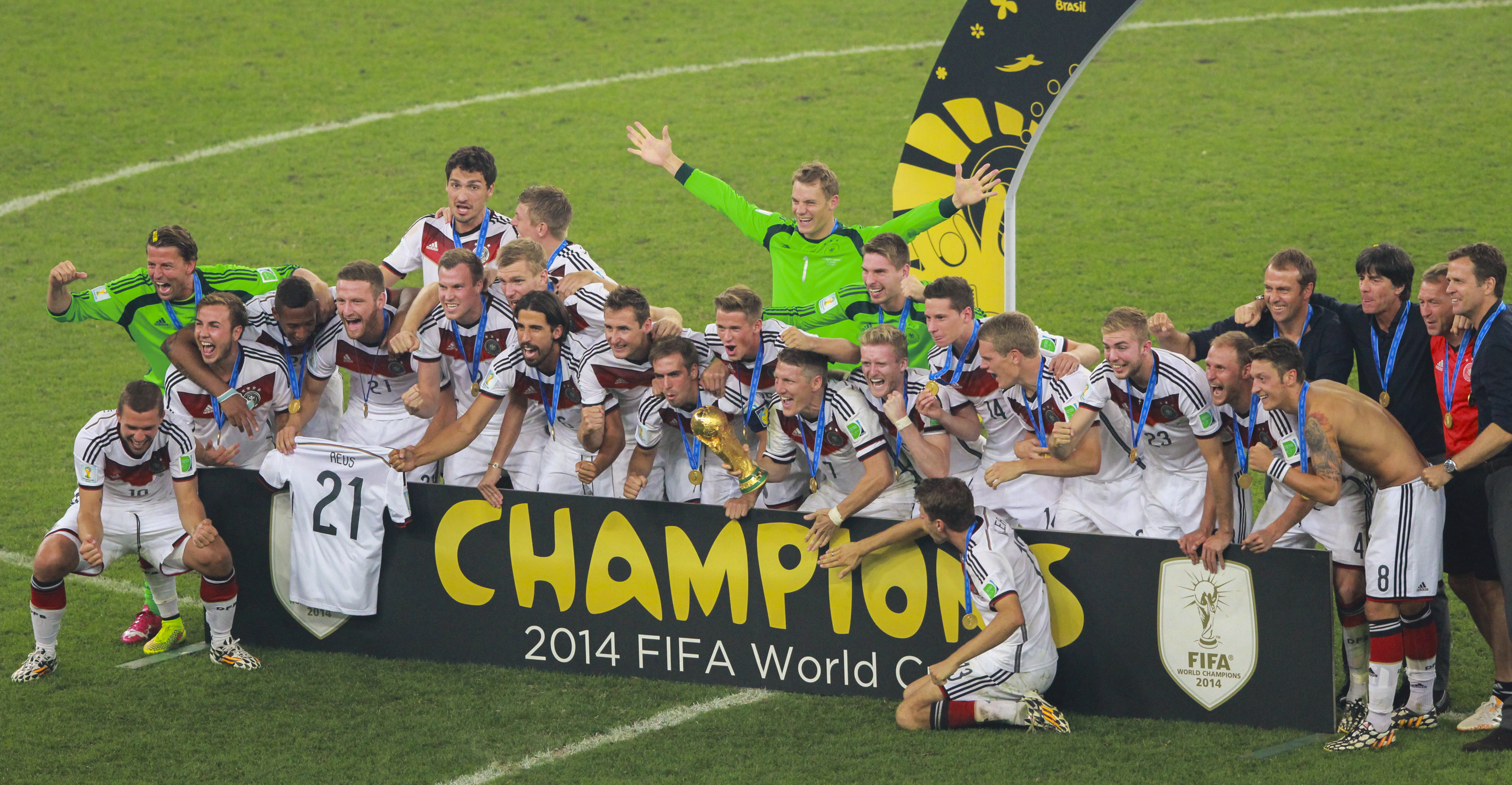
A világbajnok német válogatott

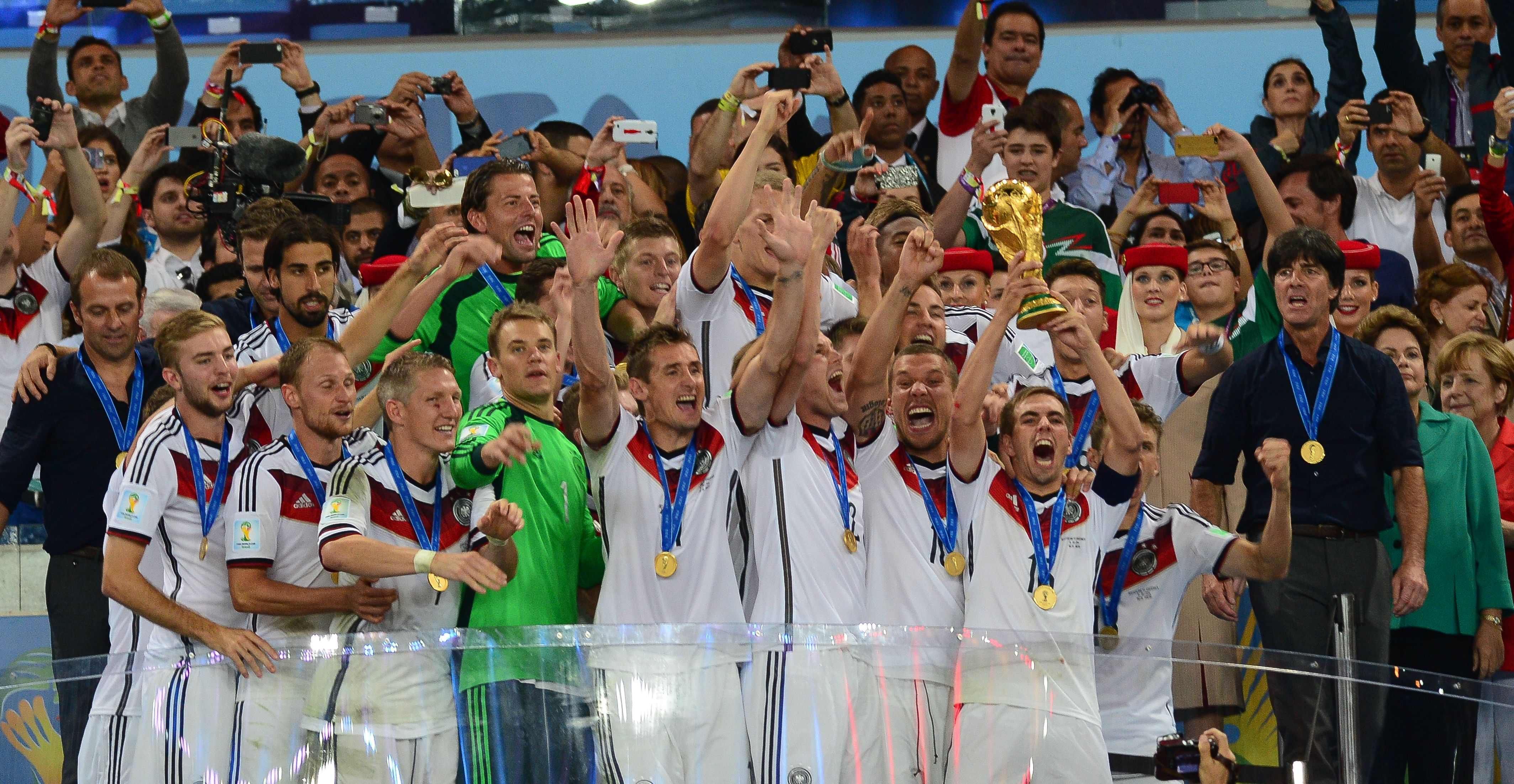
A győztesek a trófeával

| Összesen        | Németország | Argentína |
| --------------- | ----------- | --------- |
| Gól             | 1           | 0         |
| Lövés           | 10          | 10        |
| Kapura lövés    | 7           | 2         |
| Labdabirtoklás  | 60%         | 40%       |
| Szöglet         | 5           | 3         |
| Szabálytalanság | 20          | 16        |
| Les             | 3           | 2         |
| Védés           | 2           | 6         |
| Sárga lap       | 2           | 2         |
| Piros lap       | 0           | 0         |